# Aldama (Tamaulipas)
Aldama è una municipalità dello stato di Tamaulipas, nel Messico centrale, capoluogo della omonima municipalità.
Conta 29.470 abitanti (2010) e ha una estensione di 3.819,16 km².
Il paese deve il suo nome a Ignacio Aldama (1769-1811), uno dei generali rivoltosi durante la guerra d'indipendenza del Messico.